# Umanjenica
Umanjenica ili deminutiv (lat. deminutivum) je imenica s umanjenim značenjem. Umanjenice mogu biti iste ili slične hipokoristicima.
U hrvatskom jeziku umanjenice se uglavnom tvore dodavanjem sufiksa:
- -(č)ić
- -ek, ak
- -ica

Primjeri su: kuća - kućica,  kćer - kćerkica, djevojka - djevojčica.
U nekim kontekstima umanjenice se mogu rabiti i u pogrdnom smislu da bi se je netko ili nešto prikazalo slabim ili djetinjastim.

## Vanjske poveznice
- LZMK